# أسطورة أدبا

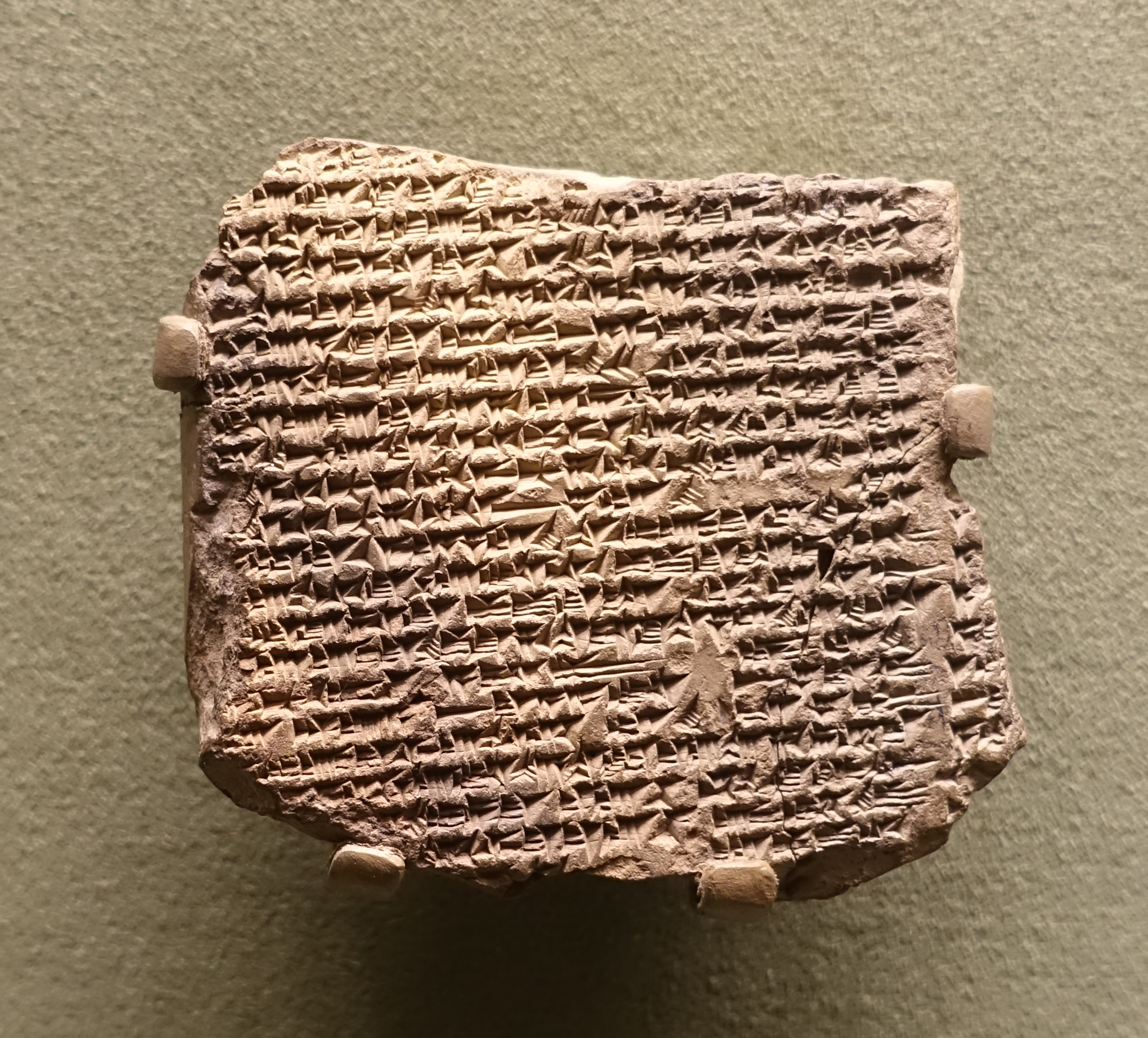
شَظية من لَوح طيني يَعود إلى القِرن السابِع قبلَ المِيلاد، تُدَون جُزء مِن أسطورة أدبا، تمَ اكتِشافُها في مَكتبة آشوربانيبال. مُتحَف مورغان، نيويورك.

أُسطورة أدَبا أو آدابا (بالإنجليزية: Adapa)‏، كان أدبا شخصية أسطورية من بلاد ما بين النهرين رفض دون قصد هدية الخلود. هذه القصة المعروفة باسم «أدابا والرياح الجنوبية» معروفة من ألواح مجزأة عثر عليها في تل العمارنة في مصر (حوالي القرن الرابع عشر قبل الميلاد) ومن المكتشفات التي عُثر عليها في مكتبة آشور بانيبال حوالي القرن السابع قبل الميلاد.
كان أدبا شخصية مهمة في ديانة بلاد ما بين النهرين. استخدم اسمه لطلب القوة في طقوس طرد الأرواح الشريرة. كما أصبح نموذجًا للحاكم الحكيم. يخلط بعض العلماء بين أدبا وأبكالو المعروف باسم (اوانا). هناك بعض الأدلة على وجود ارتباط بينهما، ولكن ربما تم استخدام اسم أدبا أيضًا كصفة بمعنى «حكيم».

## الحبكة
تروي الأسطورة قصة أدَبا/آدابا، الإنسان العاقل الحكيم الذي كان يُقيم في مدينة إريدو، مدينة إيا إله الحكمة، إله المياه الذي علَّم الإنسان علوم الحياة؛ لكن بخطأٍ من إيا ومن طاعةٍ عمياء من أدَبا مما أدى إلى فقد الإنسان الحياة الخالدة التي أراد أن يمنحها له الإله آنو إله السماء.
وقد ذكر في الأسطورة بأن أدبا الإنسان الذي خلقه الإله إيا ليحكم جنس البشر كان ملكا على مدينة إريدو وفي إحدى الأيام تسببت الريح بوقوع أدبا من قاربه إلى أعماق البحر الأمر الذي جعله يلعن الريح التي أوقعته مما تسبب بتوقف هبوبها الأمر الذي أثار فيما بعد غضب الإله آنو وجعله يقرر قتل أدبا ولكن أدبا وبمساعدة من إيا استطاع أن يدخل إلى حرم الإله آنو الأمر الذي حال دون قتل آنو لأدبا ونتيجة لنصيحة كان قد قدمها له الإله إيا رفض أدبا تناول الطعام الذي قدمه له إياه الإله آنو ظنا منه بأن هذا الطعام هو طعام الموت ومفوتا بذلك على نفسه فرصة الخلود إذ أن الطعام المقدم كان طعام الحياة الأبدية.

## نص الأسطورة

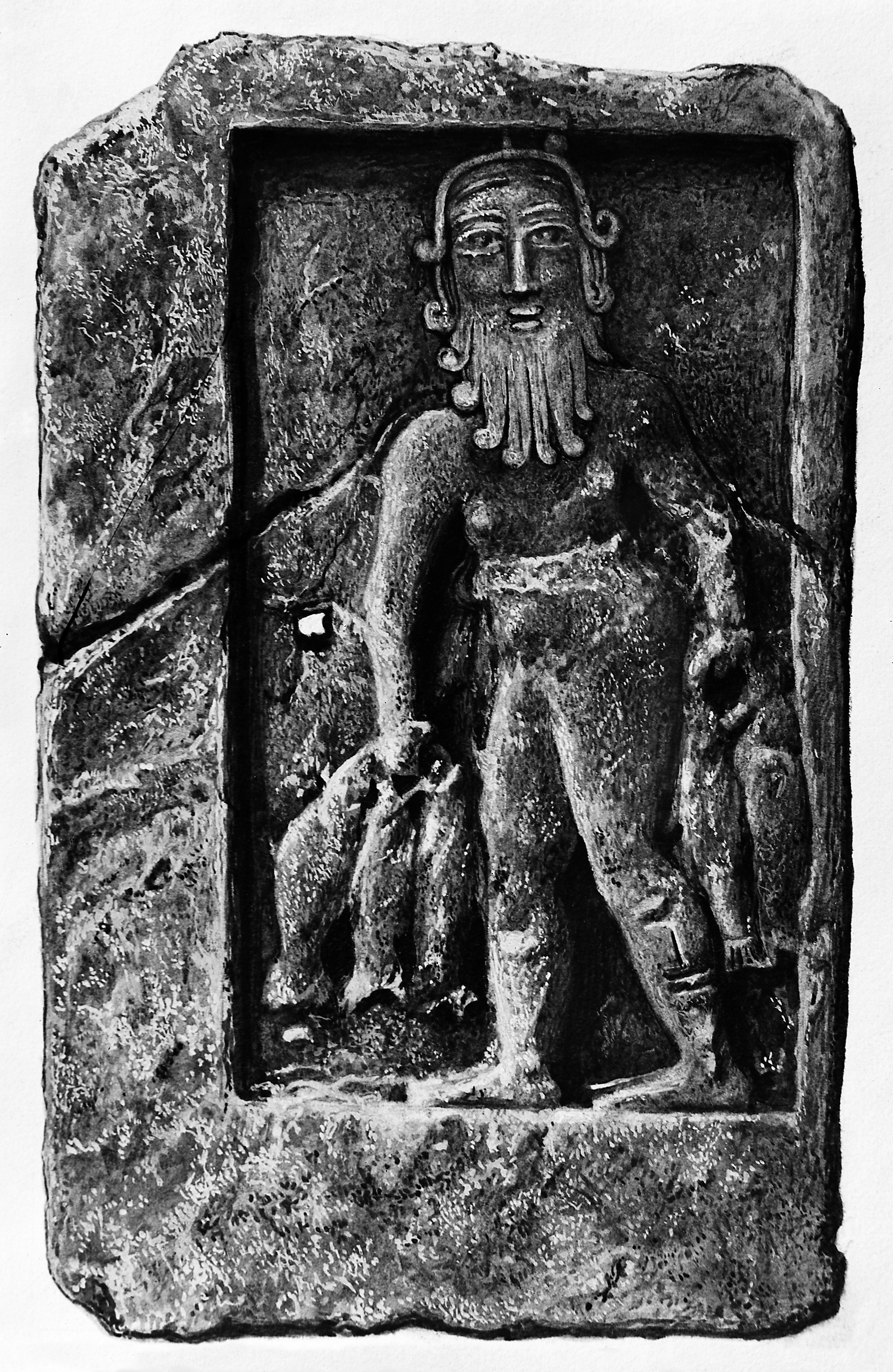
لوحة سومري يَعود إلى الألفية الثِالثة قَبلَ المِيلاد، يُصَور الحَكيم أدبا.

... الحكمة قد أعطاه، فصار أمره كأمر إيا، أتم له سِعةَ الفهم ليكشف نُظُم البلاد. لقد منحه الحكمة لكنه لم يمنحه الخلود في تلك الأيام، في تلك السنين خلقه إيا، حكيم اِريدو نموذجًا للبشر... أوامر الحكيم لا أحد يمكن أن يعيبها فهو المقتدر والأحكم بين الأنوناكي والكاهن الذي لا عيب فيه، صاحب اليدين النظيفتين الذي يمسح بالزيت ويحافظ على الطقوس، مع الخبَّازين يخبز مع خبَّازي إريدو يُحَضِرُ الخبز. ويُمَونُ إريدو كل يومٍ بالخبز والماء. بيديه النظيفتين يُرَتِبُ مائدة القرابين. وبدونه لا تُحَضَرُ المائدة يطوف بمركبه ليصطاد حاجة إريدو، وفي تلك الأيام، أدبا رجل إريدو الذي يحضر إلى معبد إيا كل يومٍ أَقلع في قاربه من قُرب رصيف الهلال، الرصيف المقدس وإذا بِريحٍ تنفخ هناك وتقذف قاربه وبالمجداف أخذ يسير قاربه على مياه البحر الواسع نَفَخَ ريح الجنوب فدفعه في قلب الماء. جعله يهبط إلى حيث موطن الأسماك ـ يا ريح الجنوبِ، أَعَلَيَّ تنفث سمومك؟ بل سأكسرُ جناحك وما إن خرجت الكلمة من فيه حتى اِنكسر جناح الريح. ولسبعة أيامٍ لم تنفخ ريح الجنوب على البلاد: نادى آنو على وزيره البرات لماذا لم تنفخ ريح الجنوب على البلاد هذه الأيام السبعة؟، أجابه وزيره البرات: مولاي إن أدبا بن إيا كسر جناحه، صرخ آنو ونهضَ عن عرشه ـ رحمة، فليحضروه إلى هنا ولكن إيا الذي يعرف ما يختص بالسماء جعل أدبا يلبس ثوب الحداد وينكش شعره ـ أدبا، إنك ذاهبٌ لحضرة آنو، الملك وستأخذ طريق السماء عندما تقترب من بوابة آنو تموز وجيزيدا سيكونان هناك، سيسألانك ـ أيها الإنسان، علامَ تظهر هكذا لم أنت لابسٌ ثوب الحداد؟ ـ لقد اِختفى من بلادنا إلهانِ، فعملت هكذا ـ مَنْ الإلهان اللذان اِختفيا من البلاد؟ ـ تَموز وجيزيدا سيرمق الواحد الآخر بنظرةٍ ويبتسم سيقولان عنك ما هو حسنٌ في حضرة آنو وسيريانك وجهيهما الكريم وبينما تقف في حضرة آنو عندما يُقَدمون لك خبز الموت. لن تأكله عندما يقدمون لك ماء الموت. لن تشربه عندما يقدمون لك كسوةً تلبسه، وعندما يعطونك زيتًا، تدهن به جسدك نصحي الذي أُسديك إياه لا تهمل وكلامي الذي قلت، عليه تحافظ وصل رسول آنو وقال ـ يا أدبا، لقد اِنكسر جناح ريح الجنوب أحضره أمامي جعله يتخذ طريق السماء وإلى السماء صعد ولما اِرتفع، اِقترب من بوابة آنو. وأمامها كان يقف الإلهان تموز وجيزيدا لما رأيا أدبا صرخا ـ رحمةً، أيها الرجل لماذا تبدو هكذا؟ ـ أدبا، من أجل من تلبس ثوب الحداد؟ ـ لقد اِختفى إلهان من البلاد فلبسته ـ من يكون الإلهان اللذان اِختفيا؟ ـ تموز وجيزيدا فنظر كلُ واحدٍ منشرحًا واِبتسم: اِقترب أدبا من آنو الملك فناداه ـ تعال يا أدبا، لِمَ كسرت جناح ريح الجنوب؟ ـ مولاي، في وسط البحر كنت أصطاد لسيدي كان البحر كالمرآة لكن ريح الجنوب نفخ عليَّ وكاد يُغرقني كدت أغوص إلى حيث موطن الأسماك وفي غضب قلبي لعنته فتكلم عنه تموز وجيزيدا حسنًا: فهدأ قلب آنو وتساءل ـ لماذا كشفَ إيا لبَشَرِيٍّ فانٍ خطط السماء والأرض؟، لقد أبرزه وجعله ذا اِسمٍ وأما نحن فماذا نعمل به؟. حضروا له خبز الحياة وسيأكله ولما أحضروا له خبز الحياة لم يأكله ولما قدموا له ماء الحياة لم يشربه ولما أُحضرت له كسوةً لبسها. ولما أحضروا له زيتًا، دهن به جسده: سخر آنو وضحك عاليًا على نصيحة إيا ـ من كل آلهة السماء والأرض، مهما كان عددهم، من يُعطي أمرًا كهذا، ليكون أمره فوق أمر آنو وأنت يا أدبا، لماذا لم تأكل ولم تشرب؟. سوف لن تفوز بالحياة الأبدية آه، أيها الجنسُ البشري الفاسد ـ إيا سيدي أمرني أن لا آكل ولا أشرب وأما أدبا فقد نظر من أُفق السماء إلى قبتها فرأى ذلك المنظر المهيب وحكم آنو بإطلاق أدبا من أجل مدينة إيا ـ خذوه كم هنا وألقوا به إلى الأرض وقدر لكهنوته العز على مر الأجيال وأما أدبا اِبن البشر الذي كسر جناح الريح وصعد إلى السماء أيُّ وَيْلٍ جَلَبَهُ للبشرية؟ وأيُّ أمراضٍ أحضرَ لأجساد الناس؟ نينكراك ـ إلهة الشفاء ـ ستخفف منها تنزع المرض وتهون الآلام.